# Musée national archéologique de Cerveteri
Le Musée national archéologique cérétain (Museo nazionale archeologico cerite) est le  musée archéologique de Cerveteri, dans la province de Rome, dans le Nord du Latium. Il est consacré principalement aux vestiges étrusques des nécropoles de la ville (Tombe del Comune) notamment de celle de Banditaccia. Il appartient au ministère italien de la Culture depuis 2014 et a été aménagé par le Pôle muséal du Latium.
Il est hébergé dans le Castello Ruspoli, situé à l’emplacement de l'acropole de l'ancienne Caere, dans le centre historique de la ville.

## Collections
Les collections comprennent principalement, sur deux niveaux, des vitrines thématiques sur les vestiges des nombreuses nécropoles de la ville antique :
- de l'époque villanovienne pour le sepolcreto del Sorbo ;
- de la période hellénistique de la Tomba dei Tasmie  et de la Tomba dei Sarcofagi de Banditaccia ;
- diverses poteries en bucchero, amphores, vases cinéraires ;
- Quelques couvercles de sarcophages figurés (originaux ou reproduits).

Certaines pièces remarquables de ces nécropoles sont conservées au Musée national étrusque de la villa Giulia, à Rome, ou au musée du Louvre, à Paris.

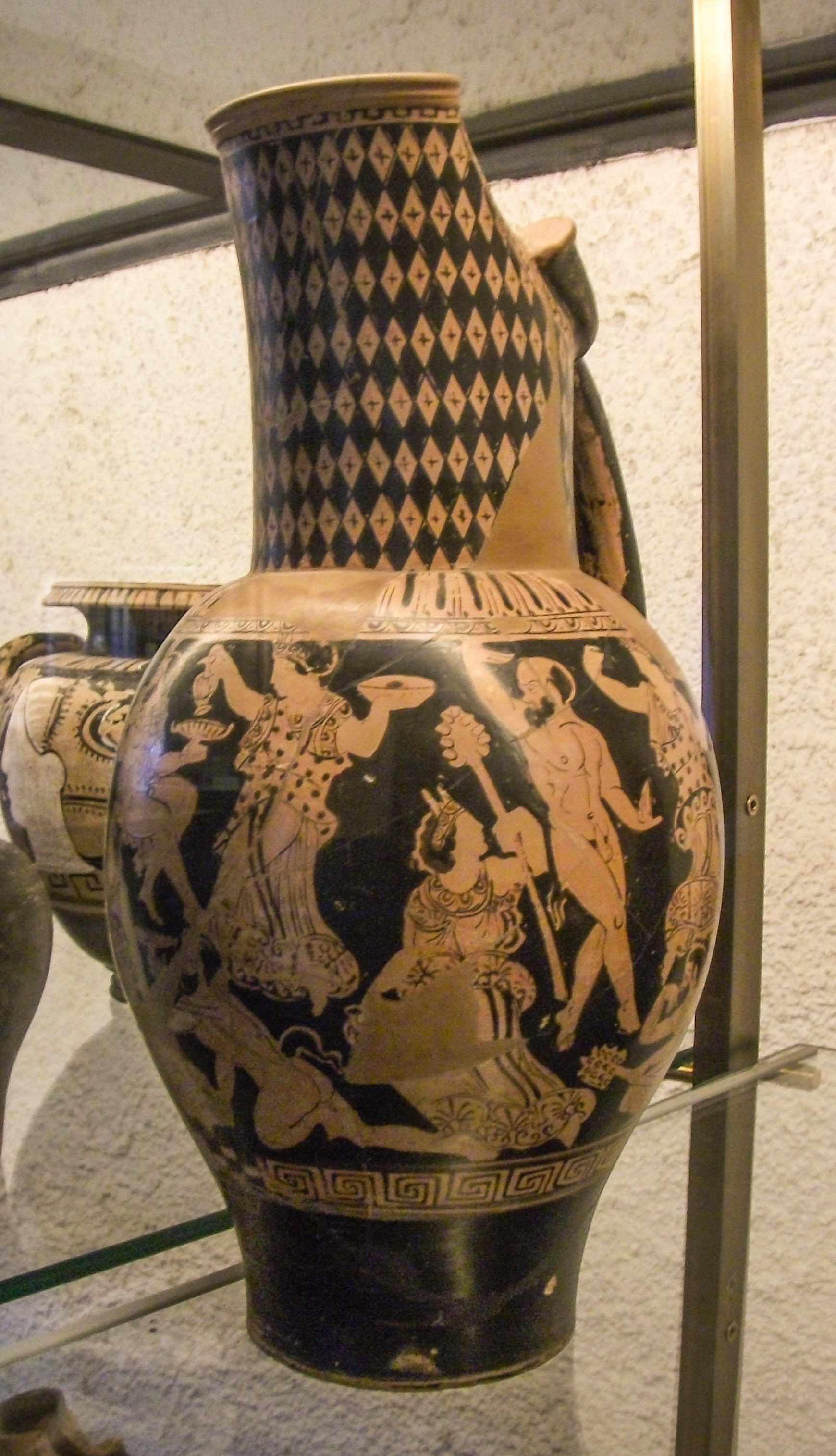
Vase en céramique falisque à figures rouges.
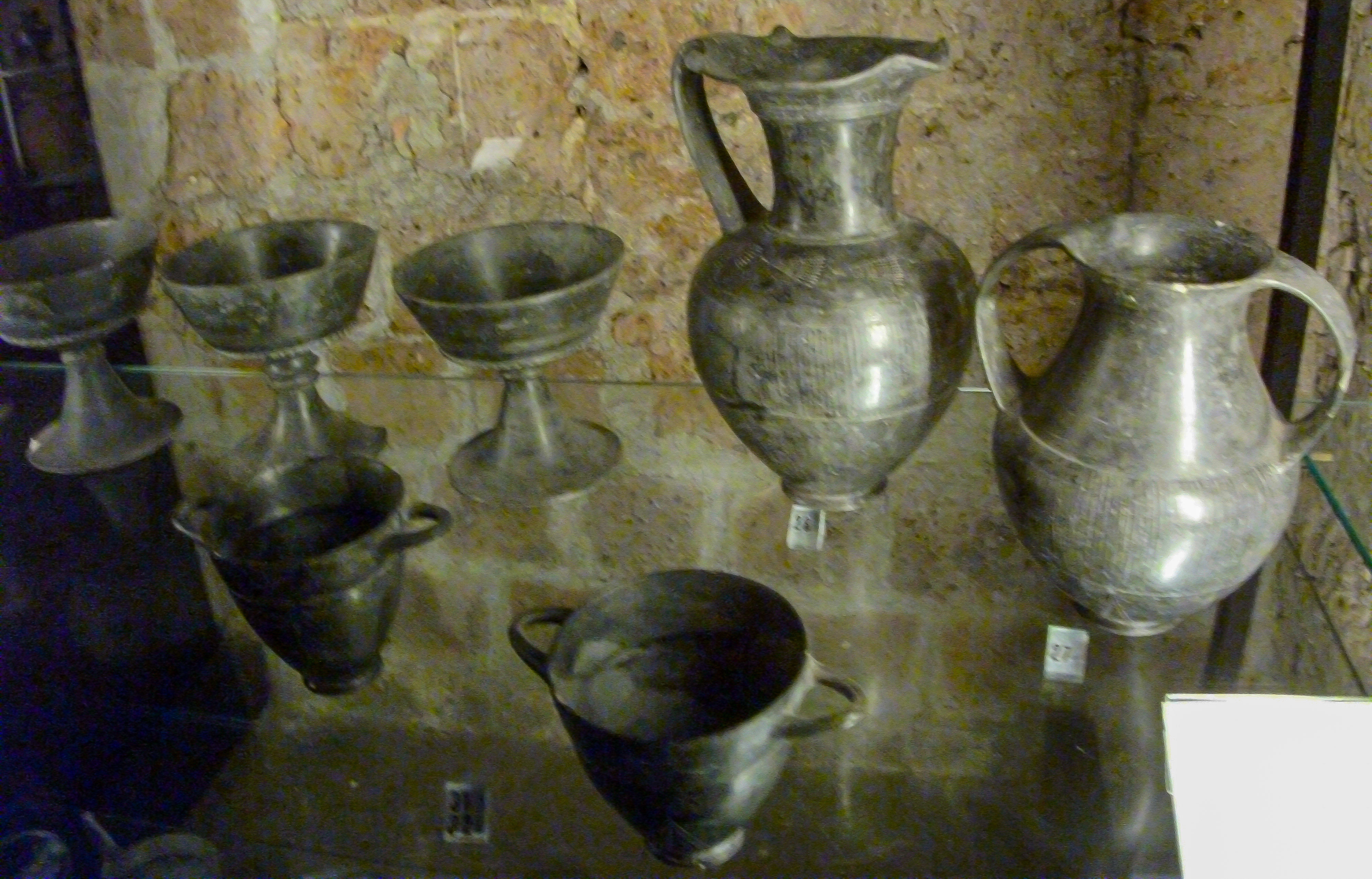
Vitrine de vases en bucchero.
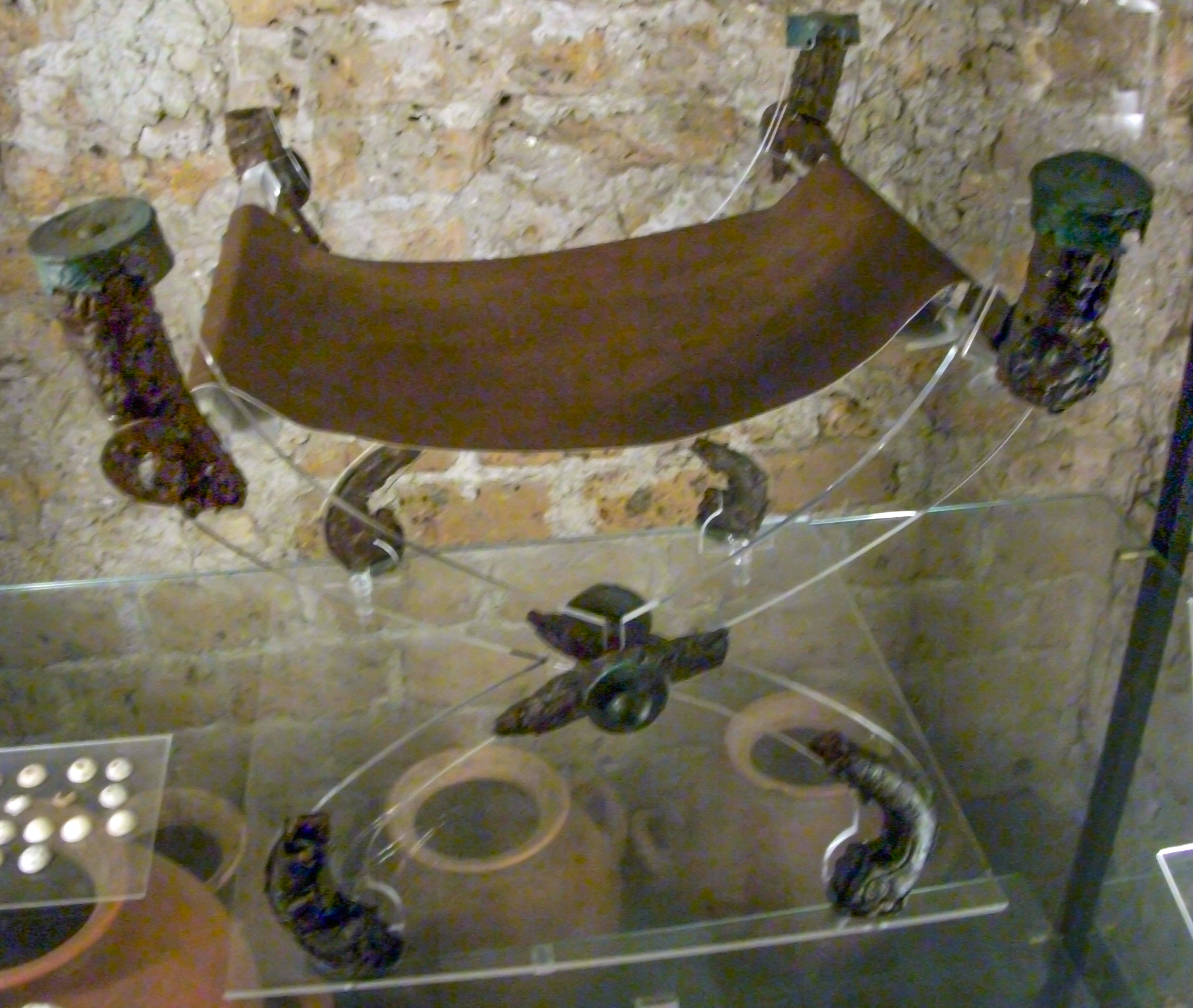
Reconstitution d'un siège curule.

### Restitution du cratère et de la kylix d'Euphronius

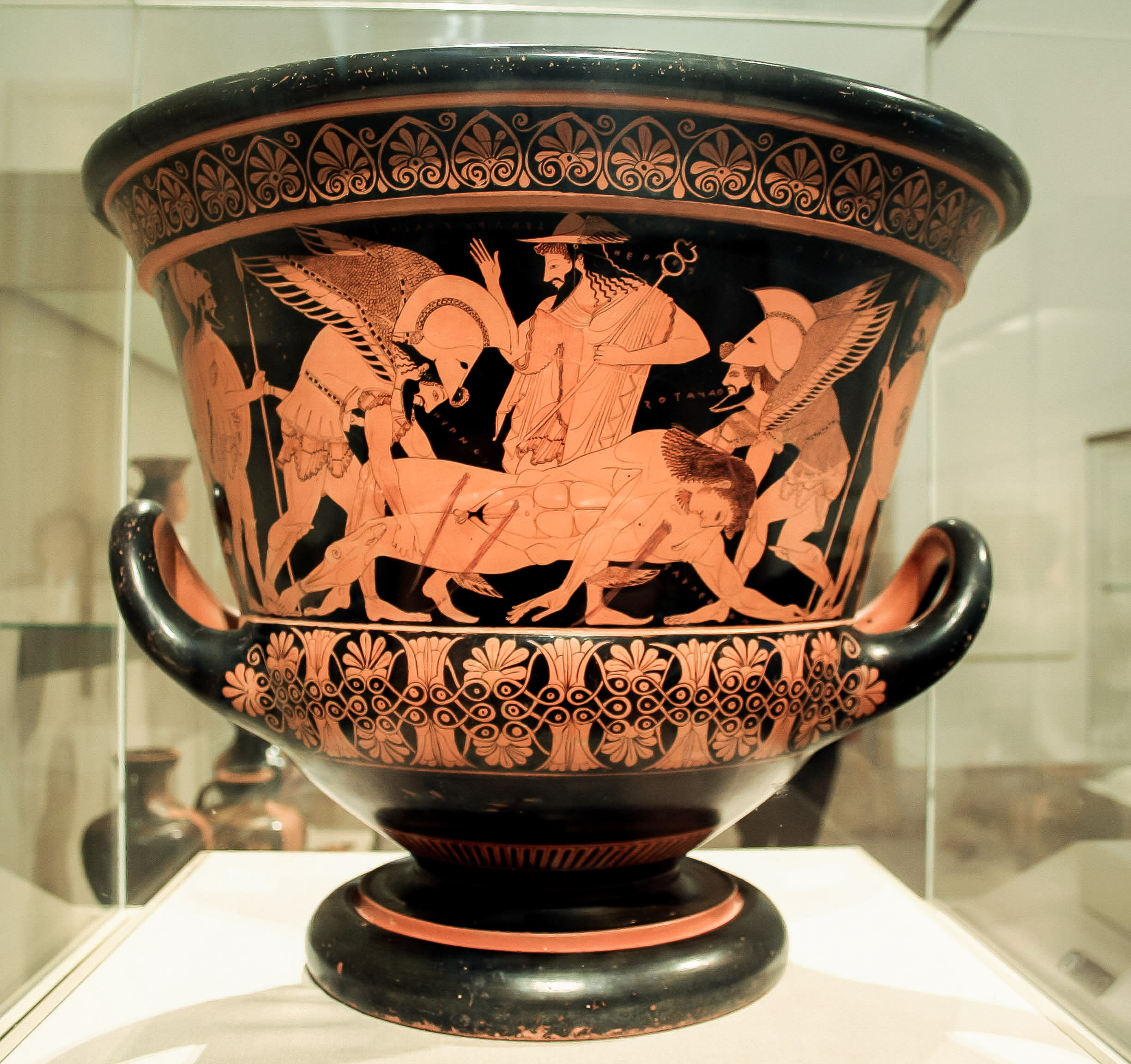
Le cratère d'Euphronios

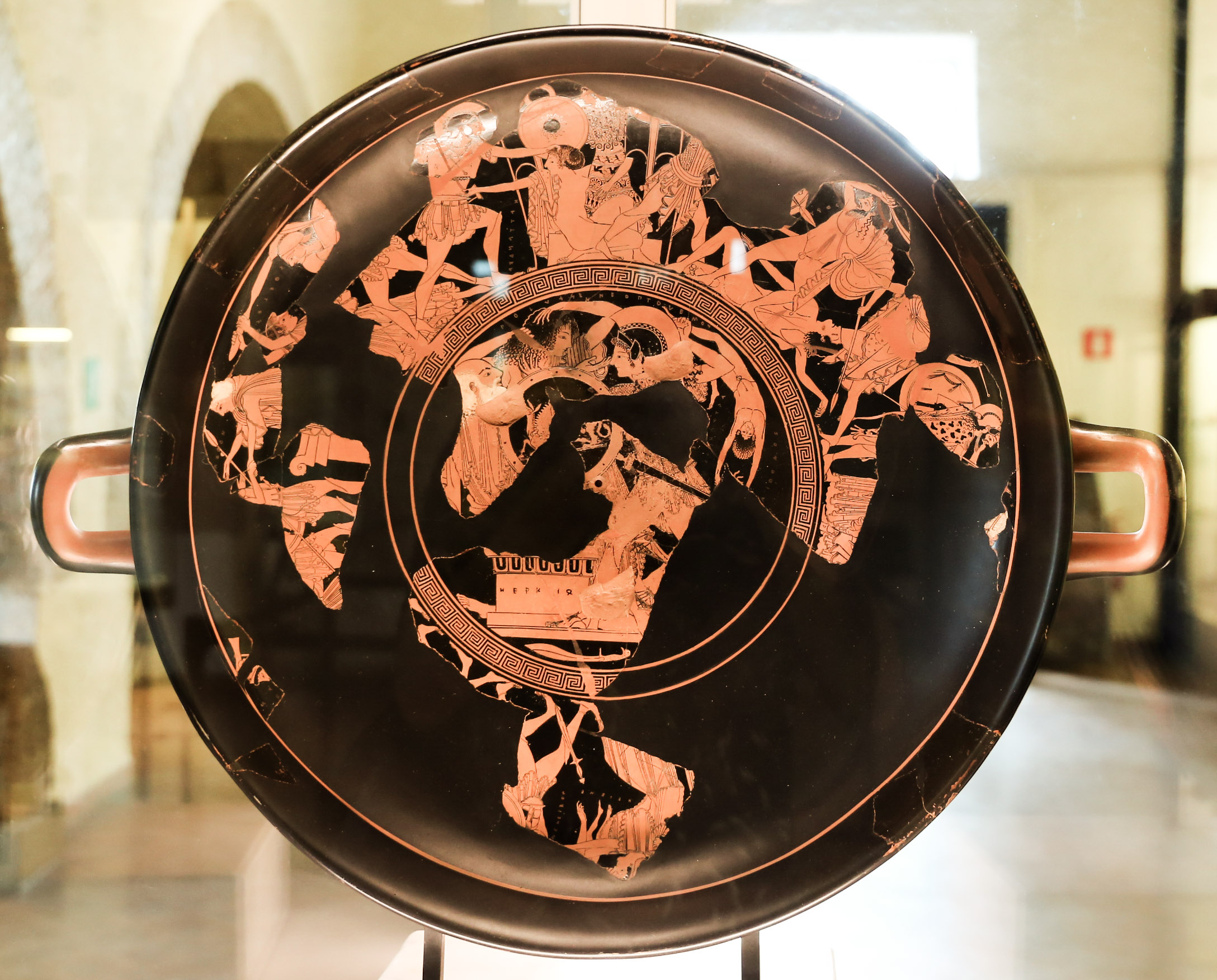
La kylix d'Euphronios

Depuis 2015, le Musée céritain abrite deux découvertes extraordinaires : le cratère et la kylix d'Euphronius. Il s'agit de deux poteries attiques à figures rouges du Ve siècle av. J.-C., témoignage de la production de céramique attique la plus raffinée.
Les deux vases, volés lors de fouilles illégales dans la région de Cerveteri, ont été emportés à l'étranger où ils sont longtemps restés exposés : le cratère au Metropolitan Museum de New York et la kylix au Getty Museum de Malibu. Enfin rendus à l'État italien en 2008, après un premier placement au Musée étrusque de la villa Giulia, à Rome, les deux chefs-d'œuvre sont définitivement destinés au musée de Cerveteri depuis 2014.